# Фијет Сити (Пенсилванија)
Фијет Сити (енгл. Fayette City) град је у америчкој савезној држави Пенсилванија.

## Демографија
По попису из 2010. године број становника је 596, што је 118 (-16,5%) становника мање него 2000. године.
| Група             | 2000.       | 2010.       |
| Белци             | 708 (99,2%) | 577 (96,8%) |
| Афроамериканци    | 1 (0,1%)    | 1 (0,2%)    |
| Азијати           | 0 (0,0%)    | 6 (1,0%)    |
| Хиспаноамериканци | 1 (0,1%)    | 9 (1,5%)    |
| Укупно            | 714         | 596         |